# 第12海兵連隊第3大隊

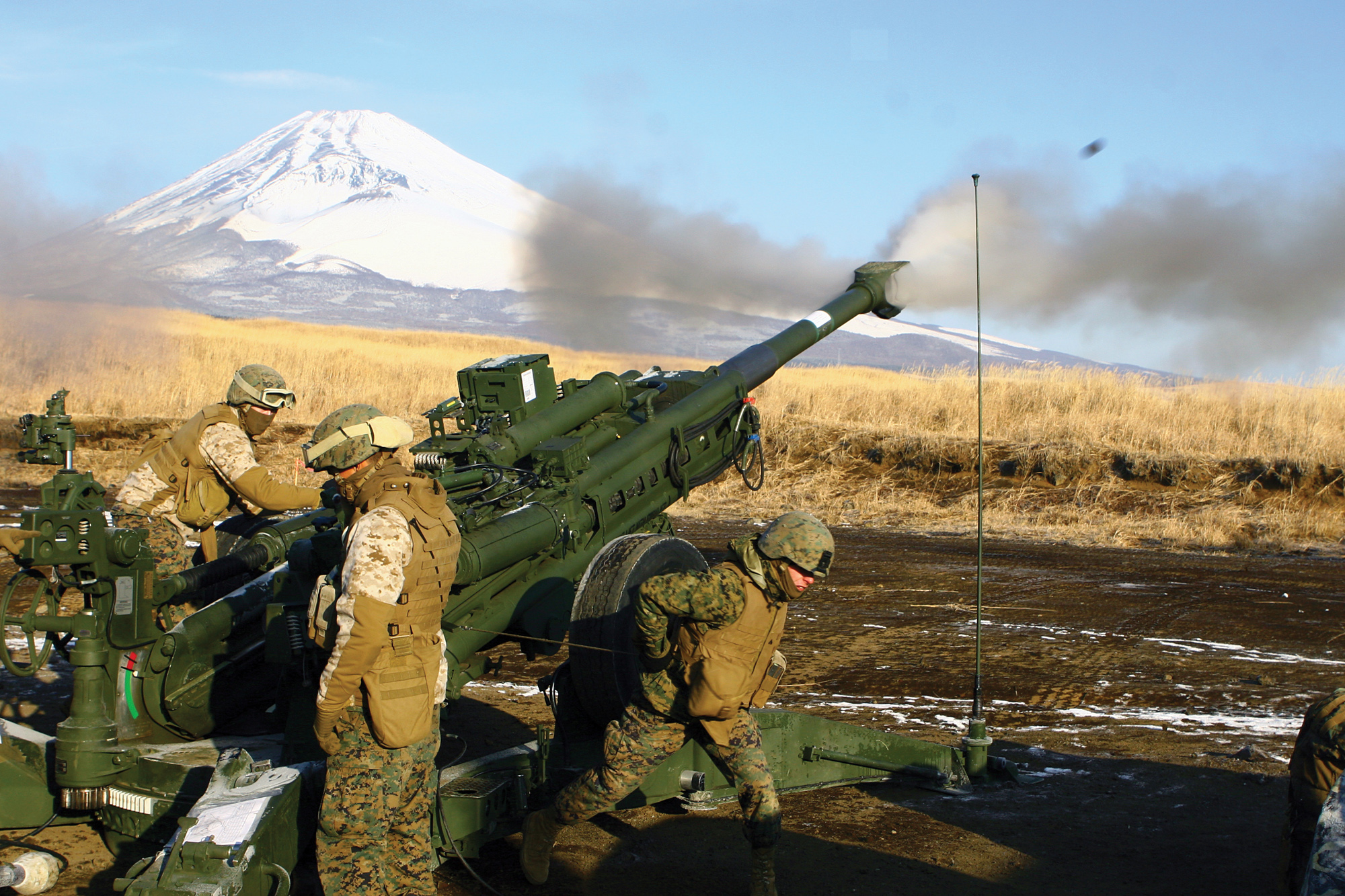
東富士演習場

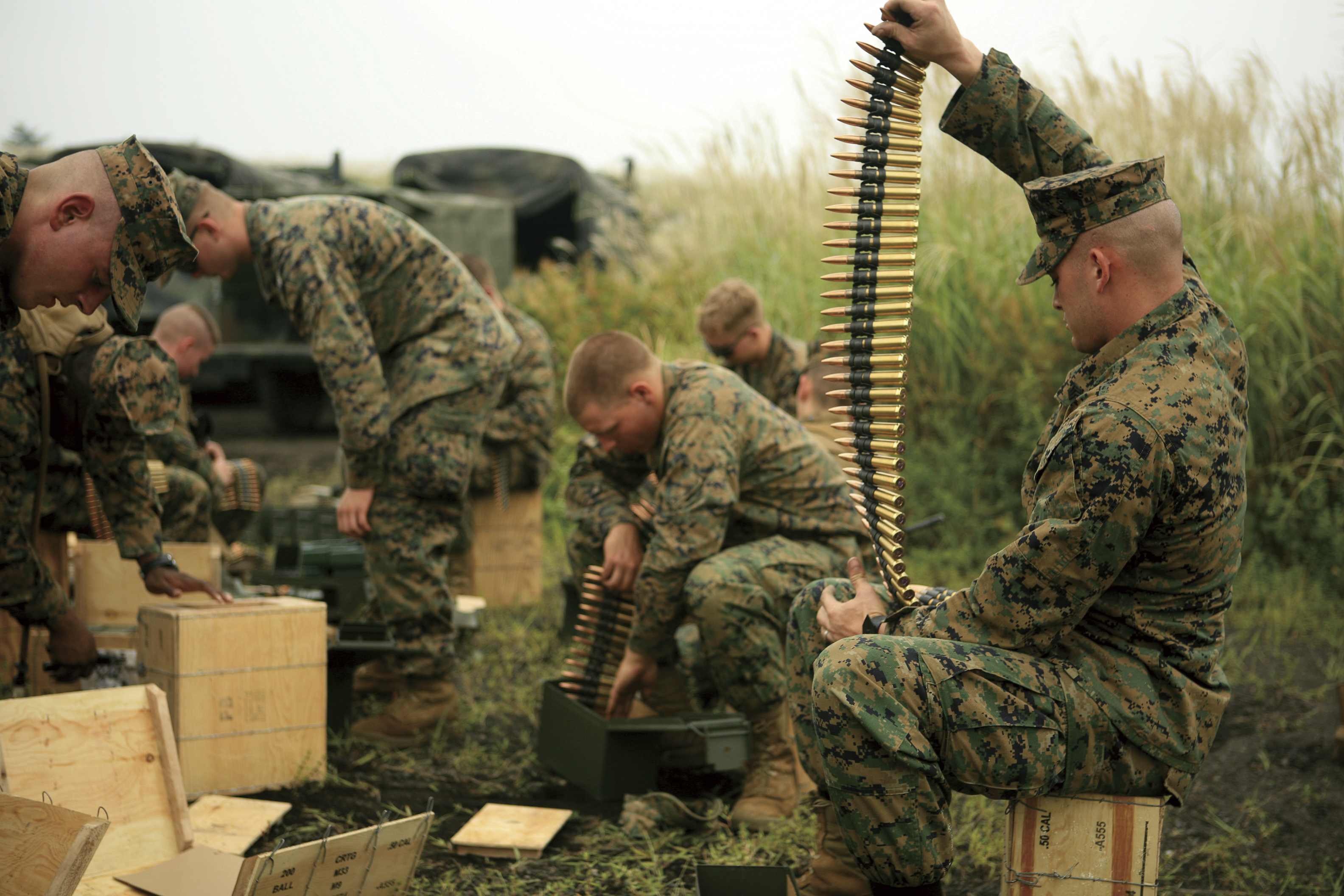
東富士演習場

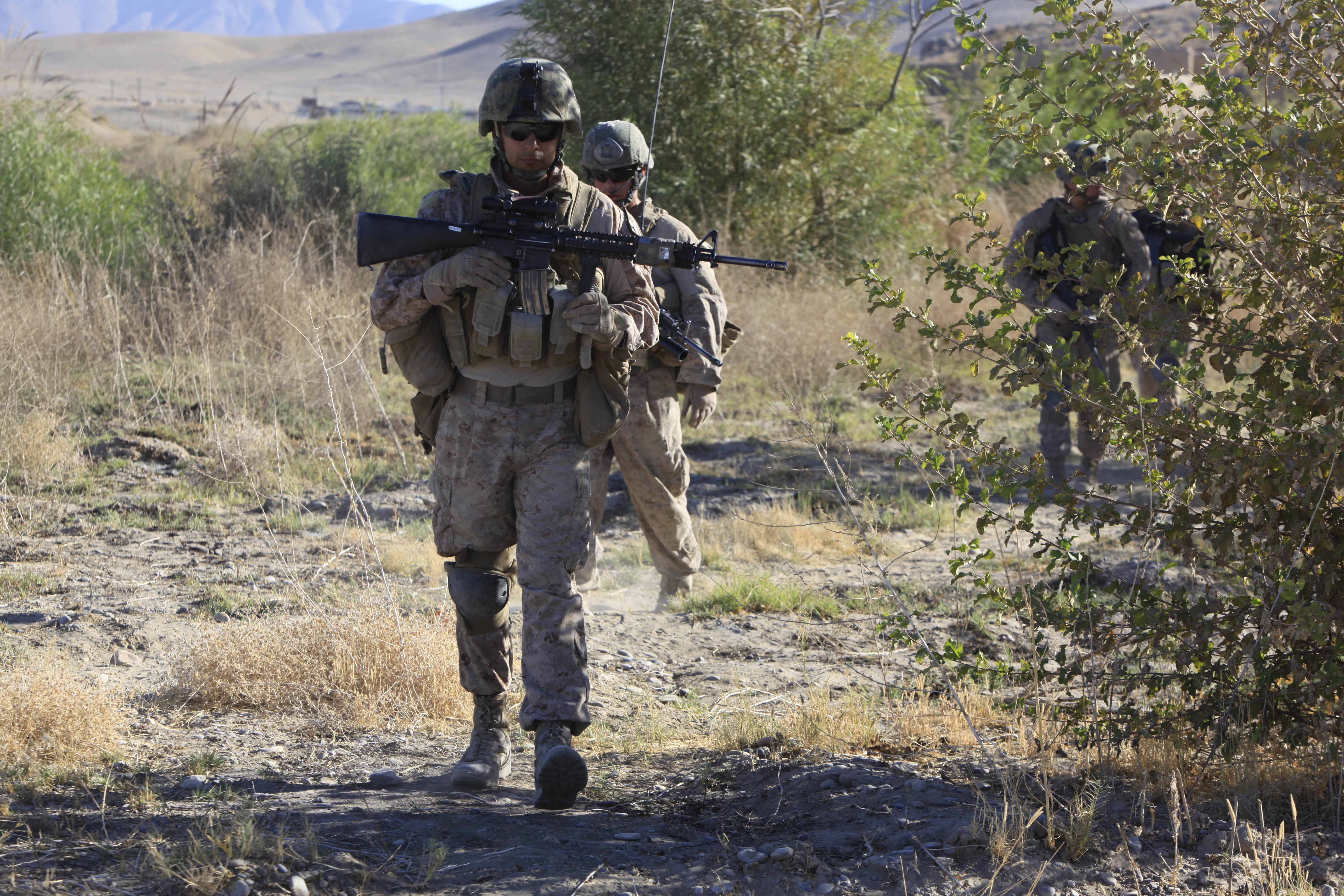
ヘルマンド州カジャキ郡

第12海兵連隊第3大隊とは、沖縄に駐屯するアメリカ海兵隊の砲兵大隊である。

## 概要
大隊には3つの砲兵中隊と本部中隊があり、砲兵中隊は部隊展開計画（UDP）により第10海兵連隊と第11海兵連隊の砲兵隊が半年交代で沖縄にあるキャンプ・ハンセンに駐屯する。大隊の主力装備はM777 155mm榴弾砲であり、榴弾砲の最大有効射程は30キロメートルである。大隊には部隊展開計画（UDP）によって、海兵隊の他の砲兵隊が支隊として加わる場合もある。
1996年（平成8年）頃に沖縄県道104号線越えの実弾射撃訓練が問題になり、1997年（平成9年）7月から沖縄以外の自衛隊演習場で実弾射撃訓練を分散実施している。例えば2014年6月の訓練は宮城県の王城寺原演習場で行われ、民間の貨物船で仙台港に27台のトラックと6門の榴弾砲を運んだ。一方、2011年2月の訓練は大分県の日出生台演習場で行われ、榴弾砲やブローニングM2重機関銃やM240機関銃の実弾射撃を行った。

## 任務
大隊は紛争時に第3海兵師団の専属部隊として直接支援を行い、機動部隊に対する通常の砲撃支援、または臨時的なライフル中隊射撃を行う。大隊の第二の任務は民軍活動（CMO）である。CMOとは軍と行政と市民団体、住民間で関係を構築・維持し、影響を与え・利用する指揮官の活動である。

## 現在の部隊
- 本部中隊
- 3つの砲兵中隊 - 第10～12海兵連隊からの交代配備

## 歴史

### 第二次世界大戦
- 1942年9月16日 - カリフォルニア州のキャンプ・エリオットで第3海兵師団の部隊として結成
- 1943年1月～2月 - ニュージーランドのオークランドに移動
- 1943年 - ブーゲンビル島の戦い
- 1944年 - グアムの戦い
- 1945年 - 硫黄島の戦い
- 1945年12月28日 - 活動停止

### ベトナム戦争
- 1952年1月7日 - カリフォルニア州のキャンプ・ペンドルトンで第3海兵師団の部隊として再結成
- 1953年8月 - キャンプ岐阜に移動
- 1956年2月 - 沖縄のキャンプ・コートニーに移動
- 1965年4月～5月 - ベトナム共和国に移動
- 1965年4月～1969年11月 - クアンチ省・クアンナム省・トゥアティエン＝フエ省で戦闘
- 1969年11月 - 沖縄のキャンプ・コートニーに移動
- 1975年3月～5月 - ベトナムとカンボジアの撤退作戦に参加

### 1970年代～1990年代
- 1990～1991年 -「砂漠の盾作戦」・「砂漠の嵐作戦」で南西アジアに部隊を派遣
- 1991年5月～6月 -「海の天使作戦」でバングラデシュに部隊を派遣し人道援助活動
- 1991年6月～7月 -「火山救助作戦」でフィリピンに部隊を派遣し人道援助活動

### 対テロ戦争時代
- 2001～2006年 -「不朽の自由作戦」でアフガニスタンに部隊を派遣
- 2001～2006年 -「フィリピンにおける不朽の自由作戦」に部隊を派遣
- 2003～2006年 -「イラクの自由作戦」に部隊を派遣
- 2004年12月～2005年2月 -「統合援助作戦」で南アジアに部隊を派遣し人道援助活動
- 2006年2月～3月 - 人道援助のためにフィリピンに部隊を派遣
- 2010年 -「不朽の自由作戦」でアフガニスタンに部隊を派遣[5]

## 関連事項
- アメリカ海兵隊の大隊の一覧
- アメリカ海兵隊の組織